# アンタッチャブルのシカゴマンゴ
『木曜JUNK アンタッチャブルのシカゴマンゴ』（もくようジャンク アンタッチャブルのシカゴマンゴ）は、TBSラジオならびにJRN系列4局の計5局で放送されていたラジオ番組。

## 概要
パーソナリティはお笑いコンビアンタッチャブルの山崎弘也と柴田英嗣の2人。深夜のラジオ番組枠『JUNK』の木曜日として、2005年4月7日から2010年4月1日にかけて深夜25:00から27:00までの2時間に放送されていた。
番組タイトルのシカゴマンゴは、2人が『アンタッチャブル』と名乗る前に、先輩芸人から勧められた名前に由来する。愛称は「シカマン」。
本番組の放送時間帯にはニッポン放送で『ナインティナインのオールナイトニッポン』（ナイナイのANN）が放送されており、TBSラジオの番組は聴取率で大差をつけられ短命番組が続いていた。アンタッチャブルの2人は『ナイナイのANN』を意識していることを番組中で度々発言しており、本番組も開始当初は聴取率調査で大差をつけられていたが、徐々に差が小さくなり2006年10月の調査ではナイナイ0.6%、アンタチャブル0.5%と0.1%差まで接近し、TBSラジオ局内では「大健闘」とたたえられるほどとなった。そして2008年4月1週目の聴取率でトップを奪取。史上最低の聴取率だった2週目や、最低に近い数字の同年6月や9月1週目のように完敗することもあるものの、同年9月1週目や2009年9月2週目でもトップに輝いている。
オープニングテーマ
- スカポンタス「Turn tail Chaser」　シングル「Jump Up!」に収録

## 番組内容
番組のコンセプトは「リスナーがパーソナリティ」で、リスナーからの投稿コーナーをメインに構成されていた。番組中では「シカマンテーマ」と呼称されるテーマを発表し、それにまつわる投稿をFAXやメールで募集し放送中に随時紹介していた。
番組放送期間中、柴田が2度長期休養しており、その期間中は従来のリスナーからの投稿コーナーはほぼ休止され、山崎と代理パーソナリティによるフリートークをメインに構成した内容で放送された。
番組で投稿が採用され柴田・山崎どちらかが気に入ったネタには「ステッカー」がプレゼントされる。2009年10月1日放送分からは、放送の中でもっとも優秀な作品を送った投稿者に、「シカマンマル秘生写真」（以前は番組オリジナルスタンプ）が贈られるようになった。原則的に毎週1名に贈られるが甲乙つけがたい優秀な作品がある場合は2名に贈られることもある。
番組は2人のフリートークから始まり、その後CMに移行するため、番組タイトルコールはスペシャルウィーク時も含めほとんど行われない。オープニング・エンディングテーマも用意されているが使用されることは稀である。
2008年10月までの番組終了間際には、本番組の後の時間帯で放送される『木曜JUNK2 カンニング竹山 生はダメラジオ』（生ダメ）の出演者カンニング竹山と、スタジオの音声を繋いでクロストークを行うことが恒例となっており、竹山が本番組にゲスト出演することも複数回あった。ただし、『生ダメ』の放送前時間帯に 『ナイナイのANN』が放送されている放送局も多く、『生ダメ』のリスナーでこのクロストークを聴ける地域は限られていた。
放送当日に台風が来たときはTBS屋上で台風中継をすることが恒例となっていた。

## 歴史
2005年
- 4月7日：番組放送開始。
- 9月29日：柴田の結婚にちなみ、生まれてくる子供の名前をリスナーから募集。結果は「柴田一塁三塁」に決定。実際には別の名前がつけられた。
- 10月20日：山崎と柴田が番組冒頭から1時間20分も遅刻。その間おぎやはぎがパーソナリティを務めた（当然だが台本通り）。
- 2005年12月22日の放送では、柴田が高熱のため欠席。山崎が1人で放送する事になったが、R.Nくるぶしからの意見で放送途中に急遽柴田の代わりになる人を呼ぶ事になった。残り時間40分ほどでドランクドラゴンの塚地が、20分ほどでカンニングの竹山が到着し3人でパーソナリティを務めた。

2006年
- 8月10日：伊集院光と若手お笑い十数人と共に茨城県ひたちなか市に合宿旅行に行っていたため、現地の茨城放送のスタジオを借りて放送を行った。JRN系列の番組をNRN単独加盟局から放送を行う事は珍しいことである。

2007年
- 1月18日：当日のシカマンテーマ「柴田のメガネをどうするか」について、プロダクション人力舎次期社長（2010年に社長就任）である玉川大から「メガネをかけるべきだ」と放送中にメールが送られてきた。しかし山崎は玉川を単なる一リスナーとして扱ったため、再び玉川から「山崎覚えとけよ」というメールが送られてきた。
- 2月22日：スペシャルウィーク放送。そのスタジオ内の様子が動画サイトYouTubeに載った。ラジオというメディアが公式に動画サイトを利用することは、当時としては異例のことであった（外部リンク参照）。
- 5月3日：『月曜JUNK伊集院光 深夜の馬鹿力』の2007年4月30日放送において、アンタッチャブルも参加している伊集院光の草野球チームの話題となり、伊集院は10分に渡りアンタッチャブルは草野球メンバーに不要と話したうえ「もう（草野球に）来ないように（誰か）遠まわしに伝えてくんない？」と放送中に伝言を託した。これを受け、リスナーの投稿で、シカゴマンゴの番組冒頭で『月曜JUNK伊集院光 深夜の馬鹿力』の録音を聴き、「（伊集院を）今まで芸能界での師匠と思っていたけど、これからはピカリンと呼んでやる」などアンタッチャブルの怒りはヒートアップし、伊集院と野球で対決してやると意気込んでいた。しかし草野球チームへの愛着が強く、時間が経過して行くうちに反省モードとなり、最後は「伊集院さんの言ったことを聞かなかった体で今後も草野球に参加して行こう」ということとなった。後日、柴田のみ草野球チームに復帰するも山崎は復帰しなかったが、2007年6月21日放送にて「打者の伊集院、投手の山崎で、3打席でヒットを打たれなければ伊集院が謝罪」という山崎のリベンジ企画が行われた。山崎は元プロ野球投手の牛島和彦に教えを乞い、1か月の準備期間の後に伊集院と対戦した。最後にいい当たりを打たれるものの勝利し、伊集院が山崎に謝罪した。
- 12月6日：柴田が急性肝炎を患い入院した。 12月7日の放送では、番組冒頭に柴田が入院先の病院からスタジオに電話をかけ、山崎と短いトークを交わした。山崎は「大きい声で話せ」と柴田を煽ったが、深夜の病院なので小声のタイトルコールだった。そのあと同じ事務所の「東京03」をゲストに迎え、リスナーからのネタ募集のコーナーは通常通り行なわれた。
- 12月14日：柴田のモノマネが得意な弾丸ジャッキー武田テキサスが冒頭で出演。そのあとバナナマンがゲストとして登場。この日は聴取率調査期間だったが2時間フリートークで番組を行った。
- 12月21日：ロバートの山本博とドランクドラゴンの鈴木拓、アンガールズの田中卓志の3人が集う集会、通称「山本会(後の悲愴感)をゲストとして迎え、コーナーは行わずに山本会重大ニュースなどトークのみの構成となった。また、山本会（悲愴感）としてのメディア初登場である。
- 12月28日：カンニング竹山をゲストに迎え、番組総集編を行った。山崎と竹山のコンビは過去にJUNK 交流戦スペシャルにてパーソナリティーを勤めたことがある。

2008年
- 1月4日：おぎやはぎの小木博明をメインゲストに迎え、そのほかにもお笑い芸人7組が出演した。出演芸人はこんらんチョップ、こまつ、三福星、Wコロン、どきどきキャンプ、麦芽、とーどーゆーた。
- 1月18日以降2月末（スペシャルウィークを除く）まで、とーどーゆーたを代理パーソナリティーに迎えて放送を続けており、原則山崎が1人でオープニングトークを行いオープニングトークの後とーどーが出演するという形になっていた。とーどーゆーたを迎えてから「ワカチコ」など新コーナーがいくつか生まれた。山崎は番組中に、とーどーゆーたからゆってぃに芸名を変更するようにアドバイスをした。
- 2月22日：スペシャルウィーク「アゴ崎の芸人残酷物語スペシャル」と題してゲストに設楽統（バナナマン）、サンドウィッチマン、虻川美穂子（北陽）を呼び、ゲストの後輩が電話でゲストのイタズラを告白した。番組後半では柴田の番組復帰が発表された。
- 3月7日：柴田が番組に復帰し、入院中のエピソードを語った。
- 3月27日：番組宛に、海外ドラマ『プリズン・ブレイク』シーズン3 Vol.7にて吹き替えをやってほしいとのオファーが来た。アンタッチャブルと番組スタッフは声優になったつもりで演技を行い、リスナーの投票による公開オーディションが行われた。この結果、山崎とAD中山のコンビが吹き替えの権利を獲得し、チョイ役だが泥棒役で出演している。
- 8月21日：由比ヶ浜の海の家「チャイナクイックリゾート」でイベントを開催。「モテない川柳」のコーナーや、リスナー参加で「SS」の公開収録を行った。
- 9月18日：柴田は風邪が悪化し声が出ない状態になってしまったため欠席(2008年9月11日放送分でも風邪を患っていたが無理をして番組には出演していた)。とーどーゆーた（現在のゆってぃ）が急遽代理パーソナリティーとしてゲスト出演した。番組後半では深夜3時から「生はダメラジオ」を担当しているカンニング竹山も駆けつけた。この日はリスナーからの投稿コーナーは行わず、ゲストと山崎による2時間のフリートークでの放送となった。

2009年
- 1月1日：原宿にあるアメーバスタジオから公開生放送。スタジオ内の映像のみ、インターネットでも同時放送された。
- 4月23日：スペシャルウィーク2週目「ラジオを聴こうキャンペーン絶賛生放送中SP」企画。ラジオとインターネットによる同時生放送を行った。三村マサカズ（さまぁ〜ず）をゲストに迎え、トークとリスナーの投稿によるコーナーも行われた。ラジオ放送では通常通り番組の時々にCMが入ったが、インターネット放送ではCMを入れず、その時間中にも3人のトークが中継された。
- 7月9日：ABCラジオで放送開始。
- 8月29日：赤坂の草月ホールにて2部構成で「アンタッチャブルのシカゴマンゴ“他力本願”ライブ2009」を開催。その模様の一部は9月3日放送回で放送された。この企画は「ツッコミ先行宣言」のコーナーから派生した企画で、リスナーが考えたネタを芸人本人が披露するお笑いライブ。出演はアンタッチャブル、BOOMER、東京03、ゆってぃ、ビーグル38（能勢・加藤のみ）、オテンキ（1部のみ）、おぎやはぎ（2部のみ）。
- 9月17日：番組のハガキ職人だったさすらいダーリン（本名：関根たくろう）を、作家見習いとして採用することを発表。作家ネームを決めるにあたり、シカマンテーマで投稿された「関根散歩」、「タルタル関根」、「旦那」と本人考案の「セパタクロウ」の中からリスナー投票を行い、10月1日放送回で「セパタクロウ」が採用されたことを発表。
- 12月31日（2010年1月1日未明）：前年に引き続きアメーバスタジオから公開生放送。今回はスタジオ内の映像と音声もインターネットで同時放送された。その一方で、RKB毎日放送と琉球放送では、自社製作の番組をこの日に限り放送したので、ネットを行わなかった。

2010年
- 1月28日（29日未明）：柴田最終出演回。柴田は次週に向けてのコーナー募集を行い、放送後のポッドキャスト収録にも参加した。しかし、明けて29日の仕事をキャンセルし2月からも出演を控えることが報じられ、以後無期限休業に入った。
- 2月4日・11日：ゆってぃが出演。
- 2月18日：スペシャルウィーク。ハライチとビビる大木がゲスト出演。
- 2月25日 - 3月18日：有田哲平（くりぃむしちゅー）とゆってぃが出演。
- 3月11日：山崎が本番組が4月1日放送を以て終了する旨を発表した。
- 3月25日：有田哲平が出演。
- 4月1日：番組最終回。カンニング竹山、山里亮太（南海キャンディーズ）、児嶋一哉（アンジャッシュ）の3人が番組にゆかりのある芸人としてゲスト出演し、番組の歴史を過去の音源を聴きつつ振り返った。その際、山里は翌週から新番組として『水曜JUNK 山里亮太の不毛な議論』を開始することを明かし、「モテない替え歌」のコーナーと番組スタッフのセパタクロウを貰い受けたい旨を伝え、山崎もこれを承諾した。番組の最後には山崎がリスナーからの投稿（柴田不在のままで最終回を迎えること）に答える形で、「（いつか）本当の最終回を行いたい」と語った。

番組終了後
- 2011年1月：柴田が（ピンで）芸能活動を再開した。
- 2011年2月23日：『山里亮太の不毛な議論』のスペシャルウィーク企画「番組終了か!? "不毛な議論"オーディションスペシャル!!」に、山崎がオーディションの審査員ゲスト出演。番組後半には「アンタッチャブルザキヤマの『シカゴマンゴ』」とタイトルコールをして、急遽オーディションへの参加を表明。山崎は作家が書いた「ピンクたけし」のネタを数作品読み上げた。リスナーの投票結果で「アンタッチャブルザキヤマの『シカゴマンゴ』」は1位を獲得。1位の山崎は2位の山里に罰ゲーム（山崎の尻に山里がキスをする）を要請し、実行された。なお『山里亮太の不毛な議論』では上記以外の複数回のスペシャルウィークでも山崎をゲストとして呼んでいる。
- 2011年6月15日：『山里亮太の不毛な議論』のスペシャルウィーク企画「不毛な議論のディーヴァ・ミサミサデビュープロジェクト」に柴田が初出演。「アンタッチャブル柴田英嗣の『シカゴマンゴ』」とタイトルコールをして登場し、山里とトークを繰り広げた（番組は生放送だが、柴田と山里のトーク部分は録音）。「"初代モテナイ替え歌シンガーしばんちゃん"」の視点で、リスナーが投稿した「モテない替え歌」のネタを評価し、"ミサミサ"の歌声と音域の広さを認め「（ミサミサは）アーティストとして余裕でデビューできる」と評価した。
- 2012年4月2日から柴田がJUNK前の時間帯の帯番組『LINDA!〜今夜はあなたをねらい撃ち〜』のパーソナリティーに決定した[1]。
- 2019年11月29日放送のフジテレビ『全力!脱力タイムズ』に柴田がコメンテーターとして出演した際、番組終盤に山崎が突如出演し10年ぶりに漫才を披露。その後、正式にコンビとしての活動を復活させた。
- 2020年5月24日（25日未明）：特別番組として『JUNK アンタッチャブルのシカゴマンゴ 最終回スペシャル』を1:00 - 3:00に放送[2]。

## ポッドキャスト
番組公式サイトで番組放送後に収録されたトークがポッドキャストで配信されていた。長いときには30分近く収録されることもあり、『JUNK』を冠する番組としては『バナナマンのバナナムーン』に次ぐ長さだった。

## 番組コーナー
2010年1月28日（柴田の休養時点）まで行われていたコーナー。ほとんどのコーナーは柴田休養と共に行われなくなった。
ツッコミ先行宣言
番組開始から続いていた長寿コーナー。前もって発表した柴田の「お題ツッコミ」に合うボケをリスナーから募集する。ネタ読みは山崎が担当。
投稿には柴田が100点満点で点数をつけ、合格ラインは90点以上。リスナーが予想以上のボケを考えるため200点や1500点をつけるようになり、果ては1万点を超える作品が出た時期があったが、2005年9月8日放送回で、「自分の中で一番いい作品がわからなくなった」という理由のため100点制に戻した。
コーナー最後には柴田がその週で一番印象的と感じた作品を選び、山崎がネタを読み直し柴田がその場でツッコミを入れる「生ツ」（「生ツッコミ」の略）という制度があるが、放送時間に余裕がない場合はカットされる。
投稿の中には実在するお笑い芸人の漫才ネタにありそうな展開を織り込んだ（たとえばアンタッチャブルの漫才で用いられそうなフレーズを織り込むなど）ネタが存在する。スペシャルウィークで芸人がゲスト出演する際にはその芸人のネタを重点的に取り上げることも多く、リスナーの投稿ネタを本物の芸人が行う「他力本願ライブ2009」というイベントも行われた。柴田休養後はツッコミの言葉を決めずに、ハライチやくりぃむしちゅーのネタを募集し行われた。
何やってんだクマさん
童謡「森のくまさん」の替え歌で、「何やってんだクマさん」というツッコミに合うボケを募集する。
「ツッコミ先行宣言」からのスピンオフコーナー。柴田が2009年10月1日放送回で以前から投稿されていた「森のくまさん」の替え歌ネタの独立コーナー化を提案し、翌週8日放送回の「ツッコミ先行宣言」を「森のくまさん」の替え歌ネタ限定で、ツッコミのお題として「何やってんだクマさん」を発表しコーナー化された。
シバッシュ・ヤマッシュ
ダメダメ週刊誌にどんなスクープ写真、記事が載っていたかを報告してもらうコーナー。ヤマッシュは山崎がネタを読み、シバッシュは柴田がネタを読んでいる。過去にやっていた粋なウワサがネタにされている人物も多く出ている。
粋なウワサに加え、特に取り上げられやすい人物
- 宮根誠司 山崎が共演した際に山崎の腕時計を宮根が間違えてつけてしまい、指摘したら「何かちゃうな〜」と発言したのがネタにされる。
- 高嶋政伸 出演の家電量販店のCMがネタにされる。
- 上田晋也 (くりぃむしちゅー) 笑い方や柴田が食事に誘われた時、過剰に心配する発言がネタにされる。
- 児嶋一哉 (アンジャッシュ) 営業で共演した際に山崎が過剰にむちゃぶりをしたら、児嶋が怒ったため謝りに行ったら震えていたことがネタにされる。
- 柴田の嫁 柴田が番組で全裸になったのを観て、「いいんだ！私が全裸になってもいいんだ！」と不平不満を言ったのがネタにされる。
- 高橋洋二 この番組の構成作家。笑い上戸やいいちこ好きがネタにされる。

モテない替え歌
モテないシリーズ第3弾。モテない歌詞で替え歌を作るコーナー。モテない才能、モテない川柳が終了と同時スタートしたコーナーである。2008年からは「モテない紅白歌合戦」と題してその年の紅白歌合戦出場者の歌を番組側が指定して、リスナーにワンコーラス分の歌詞を募集し、その歌詞をプロの歌手に歌ってもらう企画が行われており、毎回ゲストとして南海キャンディーズの山里亮太が出演しており、山里自身もこのコーナーを気に入っていることもあり、シカゴマンゴの最終回にて山里はコーナーを譲って欲しいと懇願。それを山崎が了承したため『水曜JUNK山里亮太の不毛な議論』にコーナーが引き継がれることになった。
コーナー内のテーマ曲は『天狗のブルース』
毒舌ヒーロー登場
様々なヒーローに毒舌を言わせてみるコーナーであったが、戦隊ヒーローもの登場シーンから最後は必ずたけしメモがオチにくる「ピンクたけし」ネタが人気になってしまったためそのネタを中心に読むコーナーとなっている。シバッシュ・ヤマッシュの投稿から派生したコーナー。
蓮舫さん
様々なジャンルの中から無くても成立するものを仕分けするコーナー。リスナーから送られてきたお題に対して、アンタッチャブルの2人が話し合い、その後にリスナーの考えた正解を読む。柴田休養後も山崎とゆってぃの2人で行われた。2009年12月10日-
SS職人
"SS"とは「サウンド・ステッカー」の略で、番組とコマーシャルの境目を表す音のことである。局やパーソナリティによっては「ジングル」とも呼ぶ。シカマンのSSは音楽に乗せてアンタッチャブルの二人の小ネタを流すものだったが、その原稿を書いていた番組構成作家の野口がネタに困ったため、SSの台本をリスナーに考えてもらうコーナーを作ったといわれている。ネタは基本的に10 - 15秒を目安に短めで作り、お題は完全に自由。送ったネタが1本採用されるごとに、番組からステッカーがプレゼントされる以前は原稿料として111円（元本差し引いて100円になる）が職人リスナーに送られていた。このコーナーでもすばらしいネタならスタンプをもらえることもある。なお、SS職人で作られたサウンドステッカーは基本的に1回しか使用されないためネタのストックが切れた場合は曲をかけてフェイドアウトしてそのまんまCMに移行したりSSが流れないままCMに移るということが特に番組後半で多発している。

### 上記以外のコーナー
粋なこわ〜いウワサ
本当のことに聞こえるほど怖いウワサを募集
カッコ英語
アンタッチャブル的にかっこいい英語を発表するコーナー。元々はオープニングトークから発展したもの。2006年1月終了。
おーでーべーす
アンタッチャブルがよく使用する「おーでーべーす（お疲れ様です）」に続く新しい略し言葉を作る。山崎が略し言葉を紹介、柴田がその訳を当てる。2006年2月終了。
動物園の注意書き
動物園でよく檻のまえに張り出される注意書きの、ちょっと変わった内容を募集。2006年7月13日にて終了。
フラレター
「これを書いたらゼッタイ振られてしまう」というラブレターを書くことで、逆に正しいラブレターを書けるようになろうという反面教師的なコーナー。田丸麻紀や今井メロのネタが定番。
妖怪大図鑑
夏限定として、2006年7月20日スタート。背筋の凍るような恐ろしいあるいは面白い妖怪の名前と正体を募集。今まで聞いたこともない、新しい妖怪であることが条件。
ゲスノート
デスノート人気にあやかるべく、2006年7月13日スタート。このノートに誰かの名前、そして何らかのゲスな行動を一緒に書き込むと、その人物が書き込まれた内容通りのゲスな行動をしてしまうというゲスノート。そのノートに書き込まれた人物（主に有名人）と、その人のゲスな行動を募集。
ヤマーズ弘房のコーナー
アイドルに好かれたいが、好かれない山崎が「それなら自分のことが好きな人をアイドルにしよう」と考えて作ったコーナー。アイドル志望の女性を募集し、数名の応募があった。アーティスト堂島孝平がゲストにきて作曲依頼をしぶしぶ了承したあと、このコーナーは行われていない。Berryz工房のパクリらしい。
まあまあまあ、柴田さん
柴田がキレないようになるために始まったコーナー。リスナーが、柴田をキレさせるようなメールを送ってきて山崎が「まあまあまあ、柴田さん」と諫めるコーナー。アンタッチャブル本来のぶち切れ漫才のような掛け合いをする。柴田はあまり気が進まないコーナーであった。
ネツ・リーグ
あくまで実際自分の身に起こった出来事がベースで、「笑い」をとるにはもう一押し欲しいという理由で捏造部分を付け加えてしまうという、若手の芸人が思わずやってしまう捏造話を送るコーナー。捏造することを「ネツる」とよんでいる。はがきやメールには、どこまで実際起きたことで、どこをどう捏ったのかを添える。コーナー終了後もイレギュラーで行うこともある。ゲストに芸人が来た時は大抵行われて、捏造話をする際は「いろいろ探したんだけど（捏造した話が）ないんだよね。でも一つだけ・・・」との前置きから始まるパターンが定着している。
ワカチコ
とーどーゆーたが代理パーソナリティーに就任して出来たコーナー。とーどーの持ちネタである「ゆってぃ」のネタを募集するコーナー。優秀な作品はとーどーのレパートリーに加えられているがほとんどネタがレパートリーに加えておりリスナーのネタの豊富さにとーどーはリスナーのことを師匠と呼んでいる。コーナー終了後もネタが思いついたら人力舎に送ってくださいと言っていた。
モテない才能
モテないシリーズ記念すべき第1弾。“モテない才能”を持つ山崎にちなみ「モテない才能を持っている」というリスナーからのモテないエピソードを募集。紹介されたリスナーには「モテナッツ」というポイントが与えられる。モテナッツの最大評価は5ナッツ。過去のランキング上位者へのご褒美企画には「モテナッツ飲み会」「モテナッツ合コン」がある。2008年3月終了。
モテない川柳
モテないシリーズ第2弾。モテない才能から派生したコーナー。月ごとにテーマが設けられそのテーマにそって川柳を考えてもらう。コーナーとしてではなくモテない才能に内包されていた。
SMクラブやま
「世界の頂点に登りつめた人はもう誰からも叱られることがない」「たぶん他人から叱られることに飢えているはず」というコンセプトで、世界中のVIPといわれる有名人がSMクラブでどのような言葉責めにあったら喜ぶのかを募集する。下ネタコーナーのため初期は2時台後半に行われていたが、人気が出てきたため今では1時台にも行われるようになった。女王様がVIP客にツッコミばかり入れるため、柴田はこのコーナーが気に入っていて、ツッコミクラブやまと呼ばれている。
粋なウワサ
アンタッチャブルが「粋だな」を思うウワサを募集。もともとはその噂を流行らせて、街中でその噂を聞いて喜ぶ目的のコーナー。ドラえもんの道具をパロディにした《ドラえもんシリーズ》やウルトラマンの兄弟の噂をたてる《ウルトラマンシリーズ》等、とあるシリーズが流行するとそこにネタが集中する。芸能人ネタが多く登場した。
特に取り上げられやすい芸能人
- 磯山さやか 野球好きのために、最後にはなんでも野球ネタにされてしまう。
- 松岡修造 力のこもった自己紹介をネタにされる事が多い。
- 中川翔子 主に「ギザカワユス」などしょこたん語がネタにされることが多い。
- チャットモンチーの福岡晃子 柴田がチャットモンチーのライブを見に行ったときに時に福岡さんのツッコミの面白さを番組で語ったところ流行り始めた。
- 小倉智昭
- ドン小西 山崎がサウナで会ったときに、小西が時間がないために言った「今度、相手してやる」の発言がネタにされる。
- IKKO
- オシム監督 オシム自体よりも川淵三郎キャプテンの「オシムって言っちゃったね」発言のほうがよくネタにされる。
- 細山貴嶺 Qさま!!にて小学生らしからぬ答えをしたため、ネタにされている。
- シャカ植松俊介 地味な外見からよくネタにされている。柴田からは「シャカ松」と呼ばれておりその単語を使われることが多い。
- アントニオ猪木
- ボキャブラ天国 の常連の芸人たち

粋な猪木
柴田入院時に作られた粋なウワサの派生コーナー。粋なウワサのアントニオ猪木ネタを中心に紹介する。
いいじゃない!
ツッコミ先行宣言ネタから派生したコーナー。吉幾三の「俺ら東京さ行ぐだ」のメロディにのせて「いいじゃない」と思わせるような事を募集するコーナー。柴田はこのコーナーもかなり気に入っているらしく「今やっているラジオ番組でこんなに面白いコーナーはない」と絶賛している。2008年9月26日放送分で「ナインティナインのオールナイトニッポンに勝つにはどうすればよいのか?」というメールテーマで「いいじゃないのコーナーを復活してほしい」という内容のメールが届いたので翌週2008年10月3日と2008年10月10日に復活した。
ゲロポーズ
嘔吐するほどの気持ち悪いプロポーズの言葉を募集するコーナー。
決定!両横綱
世の中の全てのジャンルの両横綱（2大ビッグ）を決めるコーナー。リスナーから送られてきたお題に対して、アンタッチャブルの2人が考える両横綱を同時に発表し、その後にリスナーの考える両横綱を読む。
『爆笑問題カーボーイ』のコーナー「太田と田中の気が合った〜レディーボーデン〜」に似ている。ちなみに構成の両名は『カーボーイ』も担当している。開始時に「爆笑問題さんの所でやらなくなったからやろう」と山崎が発言している。
BONESストーリー大予想
期間限定コーナー「BONES 骨は語る」の第1話のストーリーを予想するコーナー。第3回目以降毎週実際のストーリーからセリフや音などのヒントが出されておりそのヒントを元にネタを書いてもらっている。
まあまあまあ、剛さん
「まあまあまあ、柴田さん」のリメイクコーナー。基本的にはまあまあまあ、柴田さんと同じだが柴田はある歌手のモノマネをしながら進行するため。その歌手の弄りネタが中心となっていた。ドッキリバーが始まってしまったため山崎のネタ選びの負担になるという理由で終了。
ドッキリバー
架空のバー「ドッキリバー」に芸能人が来店したらどうなったかを募集するコーナー。2009年3月26日-2009年9月17日まで。
ボクの彼女は芸能人
番組から出される女性芸能人と付き合っている人を募集して山崎がリスナーに生電話をかけ、出会いのきっかけなどのリスナーの妄想を聞くコーナー。2009年10月8日-2009年10月29日まで。
何やってんだ、バーン・ノーティス
何やってんだ、クマさんのスピンオフコーナー。「何やってんだバーンノーティス」のツッコミに対し、童謡「森のくまさん」の替え歌に合わせてボケを考えてもらう。山崎がバーン・ノーティスの吹き替え出演したことから生まれたコーナー。紹介したネタの中から毎週5名にバーン・ノーティス特製ロングTシャツがプレゼントされた。2009年11月05日と12日のみの期間限定コーナー。
モテない寄せ書き
モテないシリーズ第4弾。卒業シーズンに合わせ、モテない寄せ書きを募集するコーナー。2010年2月11日の放送で募集をしたが、2010年3月11日の1回限りで終了。

## スペシャルウィーク企画
2005年
- 04月14日 - 通常放送
- 04月21日 - 実録！おーでーべーす
- 06月23日 - ツッコミ先行宣言祭
- 06月30日 - 輝け！あなたのクラスのおーでーべーす大賞
- 08月18日 - 一流パーソナリティへの道
- 08月25日 - 芸人VSリスナーツッコミ先行バトル
- 10月20日 - おぎやはぎのTBSラジオアンタッチャブルのシカゴマンゴですけど何か?
- 12月15日 - モテない男祭

2006年
- 02月23日 - シカマン「屁」スティバル
- 04月13日 - 脚本家発表＆粋なウワサSP
- 04月20日 - 柴田vs山崎 ラジオドラマ対決
- 06月08日 - タカ＆トシに質問SP
- 06月15日 - 青木さやかとツッコミ先行宣言SP
- 08月24日 - グラビアアイドル工藤里紗とヤマ子に質問SP
- 08月31日 - ブラマヨとまだ誰にも話してないネタ語りおろしSP
- 10月19日 - バナナマンとネタ帳SP
- 12月14日 - 捏リーグぶっちゃけSP

2007年
- 02月22日 - 初体験しちゃいましたSP
- 04月12日 - 新人リスナーvs常連リスナー ネタ対決
- 04月19日 - 面白い話に面白そうなタイトルをつけて勝負する2時間SP
- 06月14日 - 復活！捏リーグSP
- 06月21日 - もう肩の壊れたデブとは言わせない、山崎vs伊集院 野球ガチンコ対決
- 08月23日 - 粋なウワサ人物名鑑SP
- 08月30日 - 木曜JUNK＆JUNK2 3時間ぶち抜き中継企画 リスナーの命令は絶対SP
- 10月18日 - SMクラブやま、ご来店SP
- 12月13日 - バナナマンと2時間フリートーク

2008年
- 02月21日 - 芸人残酷物語
- 04月17日 - やなはなシーサー・エロはなシーサーSP
- 04月24日 - 新人リスナーvs常連リスナー ネタバトルロワイヤル
- 06月12日 - シカゴマンゴin韓国 炎の弾丸カジノツアー
- 06月19日 - ツッコミ先行宣言リスナーが全力をあげて一本ネタを完成させるSP
- 08月28日 - セックス・アンド・ザ・シカマン 筆おろシーサーSP
- 09月04日 - 吉本興業東京本部上陸作戦
- 10月23日 - リスナーがキングオブコントファイナリストにネタを考えてあげるSP
- 12月11日 - モテない紅白歌合戦SP

2009年
- 02月19日 - 天才イチローはアンタッチャブルが好きなのか直接聞こうSP
- 04月16日 - くりぃむしちゅー有田哲平がシカマンに登場SP
- 04月23日 - ラジオを聴こうキャンペーン絶賛生放送中SP（インターネットと同時生放送）
- 06月11日 - 世界で一番モテない夏フェス2009
- 06月18日 - ナイツがやって来る！ヤホーヤホーヤホーSP
- 08月20日 - 人気声優 茅原実里が来る〜！ツンデレ女vs山崎SP
- 08月27日 - ライブは他力、ラジオは自力SP
- 10月22日 - ボクの彼女は芸能人SP
- 12月17日 - モテない紅白歌合戦2009

2010年
- 02月18日 - リスナーVSハライチ　漫才一本ネタ対決スペシャル！

## ゲスト
- 伊集院光
- 東京03
- 品川庄司
- ドランクドラゴン
- 河本準一
- 劇団ひとり
- 青木さやか
- タカアンドトシ
- チュートリアル
- ブラックマヨネーズ
- バナナマン ※設楽、日村それぞれ単独出演あり
- ハリセンボン
- 獣神サンダー・ライガー
- 内山信二
- 工藤里紗
- ドン小西
- 下條アトム
- おぎやはぎ
- クロちゃん
- 宮藤官九郎
- サンドウィッチマン
- 虻川美穂子（北陽）
- Ryoji（ケツメイシ）
- FUJIWARA
- キャン×キャン
- チョコレートプラネット
- 岡田圭右（ますだおかだ）
- BOOMER
- 山里亮太（南海キャンディーズ）
- 田中卓志（アンガールズ）
- 犬
- 有田哲平（くりぃむしちゅー）
- 三村マサカズ（さまぁ〜ず）
- ナイツ
- キングオブコメディ
- 松本まりか
- ビーグル38 ※能勢・加藤のみ
- 冠徹弥
- 茅原実里
- カンニング竹山
- ゆりありく
- ビビる大木
- ハライチ
- 児嶋一哉（アンジャッシュ）

## スタッフ
- プロデューサー : 池田卓生
- ディレクター : 今村芳文
- 構成 : 高橋洋二、野口悠介
- 構成見習い：セパタクロウ（本名：関根たくろう。元々は「さすらいダーリン」というペンネームで本番組に投稿していたハガキ職人。）
- AD : 中山一起（元恋人がお笑いコンビ・麦芽の小出真保で、そのコネで小出が番組に出演したことがある）